# Summit House
Das ehemalige Amerikahaus war von 1946 bis 1991 als Summit House ein Gebäude der britischen Streitkräfte im Berliner Ortsteil Westend und beherbergte das NAAFI-Einkaufszentrum, Verwaltungsbereiche sowie Freizeiteinrichtungen für Soldaten und deren Angehörige. Die Liegenschaft ist identisch mit dem früheren, ab 1929 errichteten Amerikahaus und wurde 1991 wieder als Militärgebäude entwidmet. Es ist ein gelistetes Baudenkmal.

## Bau des Gebäudes (1929–1930)
Als Amerikahaus wurde das Gebäude zwischen 1929 und 1930 auf dem Grundstück Heerstraße Ecke Pommernallee, unmittelbar am damaligen Reichskanzlerplatz (jetzt: Theodor-Heuss-Platz), im seinerzeitigen Bezirk Charlottenburg im Stil der Neuen Sachlichkeit errichtet. Die Pläne stammen vom Architekten Heinrich Straumer, der zuvor bereits das ebenfalls am Theodor-Heuss-Platz gelegene Deutschlandhaus entwarf, sowie weiterhin den Berliner Funkturm und die Funkhalle konzipierte. Ziel war es vor allem seitens des Bauherrn Heinrich Mendelssohn, in Charlottenburg ein neues Zentrum der Geschäftswelt zu erschaffen. Das Gebäude wurde als ein sechsgeschossiger Stahlskelettbau konzipiert und verfügte über einen Turm mit Leuchtreklame. 1930 wurde es schließlich nach Fertigstellung übergeben.

## Amerikahaus (1930–1946)
Mit dem Amerikahaus wurde das Konzept eines neuen Bautyps verwirklicht. Es diente zum einen als Geschäftshaus, beherbergte aber auch zahlreiche Freizeiteinrichtungen. Zudem waren im Gebäude ein Einkaufszentrum, mehrere Cafés, Gaststätten, Klubräume und ein Kino integriert, welches alleine Platz für 1275 Gäste bot. Darüber hinaus standen im Kellerbereich 60 Kegelbahnen und im Erdgeschoss ein Kabarett mit 1200 Sitzplätzen bereit. Auch ein Restaurant für 800 Gäste sowie eine nutzbare Dachfläche für sportliche Aktivitäten und Sonnenbäder waren in dem Gebäude integriert. Die weit sichtbare Leuchtreklame ist 1935 entfernt und 1951 schließlich wieder angebracht worden.
Im Jahr 1938 zog der – bereits 1936 im Haus des Rundfunks als weltweit erster regulärer Fernsehsender in Betrieb genommene – Fernsehsender Paul Nipkow in den Turm des Amerikahauses um. Er war mit dem Fernsehstudio des benachbarten Deutschlandhauses verbunden. Während des Zweiten Weltkriegs wurde auch das Amerikahaus in Mitleidenschaft gezogen und schließlich am 23. November 1943 durch ein infolge eines alliierten Luftangriffs ausgelöstes Feuer schwer beschädigt. Seit dieser Zeit konnte auch der Fernsehsender nicht mehr senden. Zudem sorgten die Auswirkungen des Krieges dafür, dass das Gebäude kaum noch genutzt werden konnte und an Glanz und Bedeutung verlor.
Das Amerikahaus ist nicht mit dem gleichnamigen, lediglich in seiner Schreibweise zu unterscheidenden Berliner Amerika-Haus in der Charlottenburger Hardenbergstraße zu verwechseln, das als Kultur- und Informationszentrum der Vereinigten Staaten diente.

## Summit House (1946–1991)

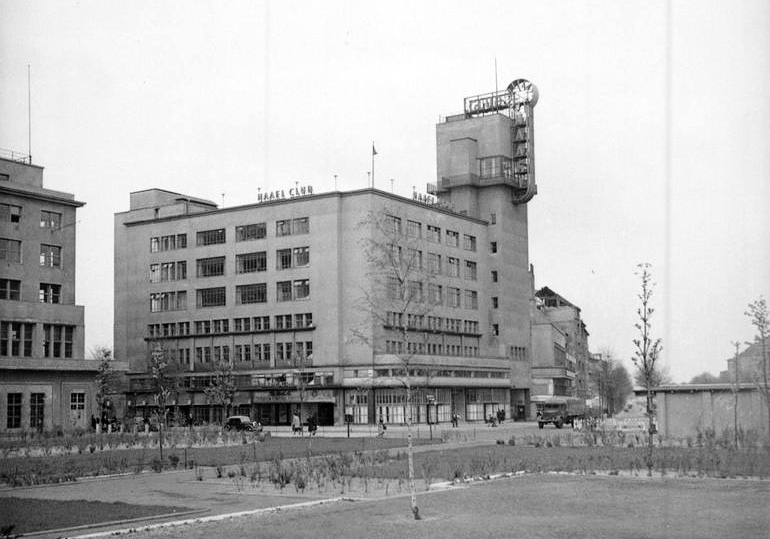
NAAFI Club Berlin, 1949

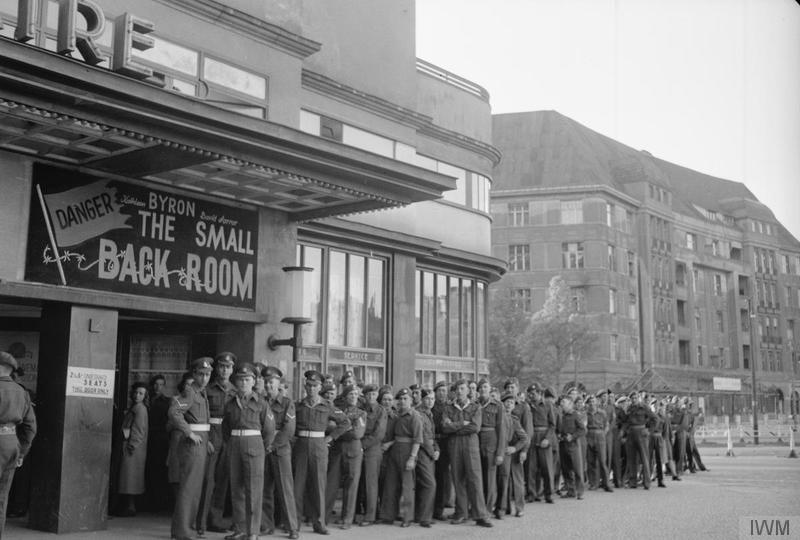
Kino Jerboa, 1949

Nach der Befreiung Deutschlands durch die alliierten Besatzungsmächte wurde das Amerikahaus durch die Britischen Streitkräfte beschlagnahmt und durch den deutschen Architekten Hans Schoszberger umfangreich instand gesetzt und umgebaut. Maßgabe der Briten war, die Tradition des Hauses als Mischung zwischen Kulturangebot und Verwaltungstrakt auch weiterhin zu erhalten.
Am 1. August 1946 wurde der Gebäudekomplex schließlich unter dem Namen Summit House wieder eröffnet. Die Zeremonie wurde in Anwesenheit des britischen Stadtkommandanten Eric Nares durch den Militärgouverneur der britischen Besatzungszone in Deutschland, Sholto Douglas, persönlich vorgenommen.
Es beherbergte vornehmlich das zentrale Einkaufszentrum des Navy, Army and Air Force Institutes (NAAFI) für die britischen Soldaten sowie deren Angehörige und ermöglichte diesen insbesondere den zollfreien Einkauf hochbesteuerbarer Waren. Darüber hinaus bot das wiedereröffnete Gebäude zahlreiche Möglichkeiten der Freizeitgestaltung und Geschäfte mit Artikeln des täglichen Bedarfs. Das Summit House beherbergte auch den NAAFI-Club, zahlreiche Restaurants, eine großzügig gestaltete Kegelbahn sowie das als „Globe Cinema“ oder „Jerboa“ benannte Kino der Britischen Streitkräfte in Berlin.
Für den 1985 erscheinenden britischen Spielfilm Wildgänse 2, diente das Summit House teilweise als Außenkulisse. Der Film handelte von der fiktiven Befreiung von Rudolf Heß, der damals als letzter und somit einziger Gefangener im Spandauer Kriegsverbrechergefängnis einsaß. Nur zwei Jahre später, im August 1987, hatte dessen Tod eine tatsächliche Auswirkung auf die Nutzung des Gebäudes. Nach alliierter Festlegung wurde das Gefängnis in Berlin-Wilhelmstadt unmittelbar nach dem Ableben von Heß abgerissen. An selber Stelle wurde daraufhin das Britannia Centre Spandau erbaut, in dem die bisherigen Freizeit- und Verwaltungseinrichtungen sowie das zentrale NAAFI-Einkaufszentrum neu integriert wurden. Nach der Eröffnung des letzten Teilabschnitts des Britannia Centre Spandau im Jahr 1991, wurde das bisherige Summit House schließlich als Militärliegenschaft entwidmet und dem Land Berlin zurückgegeben.
Das Gebäude wurde von 1978 bis zu dessen Entwidmung, durch die Angehörigen der 248 German Security Unit beschützt und zählte zu den drei Hauptwachen und somit zu den wichtigsten Schutzobjekten dieser Einheit.
→ Siehe auch: Liste der geschlossenen britischen Militärstandorte in Deutschland

## Nutzung seit 1991
Nach der Übernahme durch das Land Berlin, stand das Gebäude zunächst leer und entwickelte sich schließlich im Jahr 2000 wieder zu einem kulturellen Anziehungspunkt, nachdem Dieter Hallervorden, der Berliner Schauspieler und Direktor der Kabarett-Bühne Die Wühlmäuse, das vormalige Summit House erwarb und dort sein Ensemble unter dem Namen Neues Berliner Kabarett-Theater integrierte. Das Theater ist in dem Gebäude auf zwei Ebenen mit einem 516 Sitzplätze umfassenden Saal präsent.
Seit 2001 wird in dem Haus jährlich Das große Kleinkunstfestival sowie seit 2011 auch die jährliche Siegerehrung der Kabarettbundesliga abgehalten. In den ehemaligen Verwaltungstrakt des Gebäudes zog im August 2016 eine Außenstelle des Bundesamtes für Migration und Flüchtlinge ein. Seit 2022 steht der Verwaltungstrakt leer und wird von der Eigentümerin, der Bundesanstalt für Immobilienaufgaben, saniert. 